# فطر السيلوسيبين

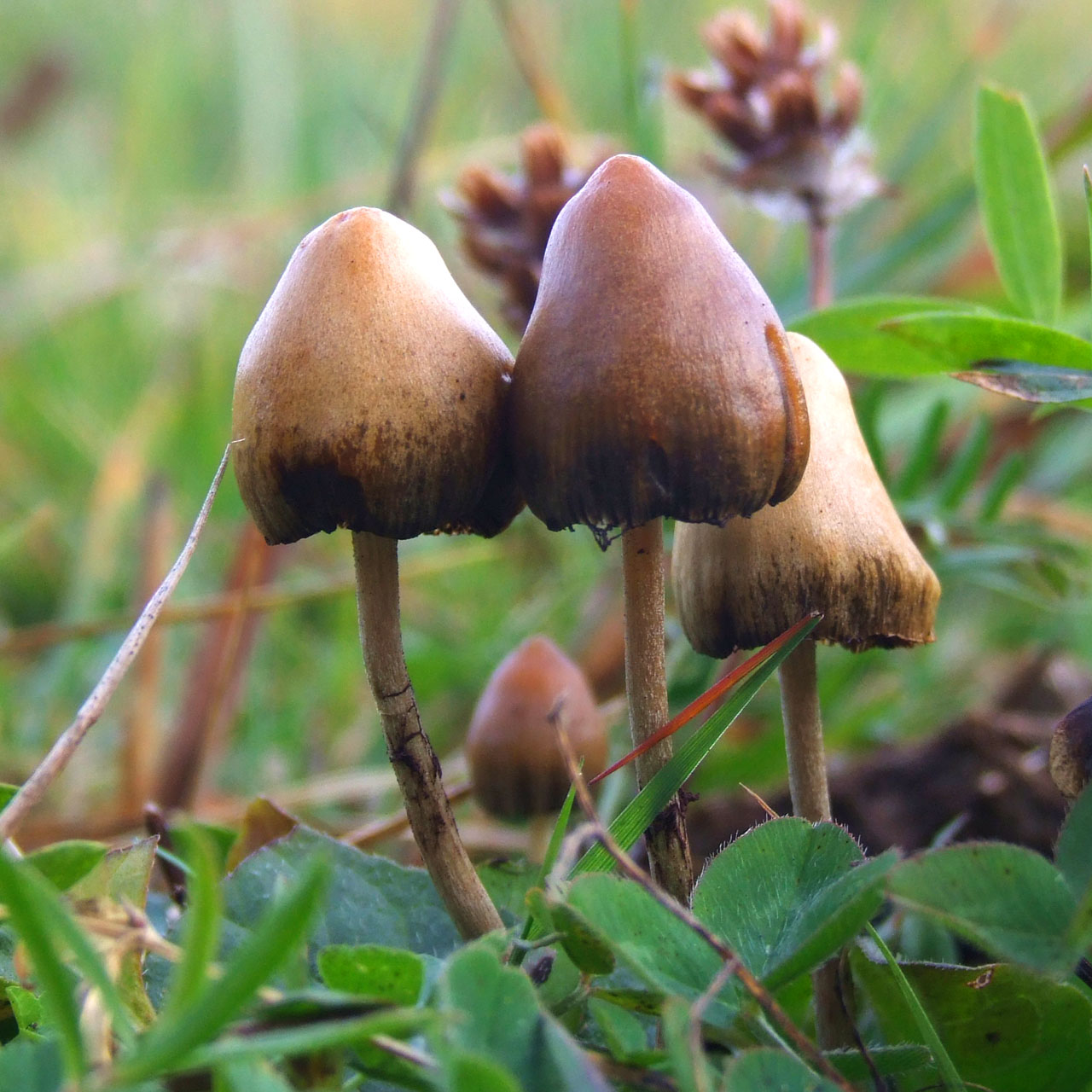
Psilocybe semilanceata

فطر السيلوسيبين (بالإنجليزية: psilocybin mushroom)‏ المعروف أيضا بالفطر السحري أو الفطر السايكدلي هو فطر من متعددة العرق المكونة من الفطور التي تحتوي على السيلوسيبين والسيلوسين.
من بين الأجناس البيولوجية التي تتضمن فطريات سيلوسيبين الخونف، الإنسيب، القرطوب، بالإضافة لCopelandia ،Pholiotina ،Pluteus و Psilocybe. كانت تستعمل فطريات السيلوسيبين في شعائر وطقوس دينية قديمة. مثلت في الفن الصخري من العصر الحجري بإفريقيا وأوروبا، لكنها تعرف بتمثيلها في منحوتات ورموز في أمريكا الوسطى والجنوبية.